# The Scarlet Runner
The Scarlet Runner è un serial muto del 1916 diretto da William P.S. Earle e Wally Van.
Era un serial in dodici episodi, ogni episodio racconta una storia a sé stante, relativa a una avventura di Christopher Race a bordo della sua fuoriserie, la "Scarlet Runner". Gli interpreti cambiano a ogni episodio, uniti tra di loro solo dalla presenza costante di Earle Williams, il protagonista.

## Episodi
1. The Car and His Majesty, regia di William P.S. Earle, Wally Van (2 ottobre 1916)
2. The Nuremberg Watch (9 ottobre 1916)
3. The Masked Ball (16 ottobre 1916)
4. The Hidden Prince (23 ottobre 1916)
5. The Jacobean House (30 ottobre 1916)
6. The Mysterious Motor Car (6 novembre 1916)
7. The Red Whiskered Man (13 novembre 1916)
8. The Glove and the Ring (20 novembre 1916)
9. The Gold Cigarette Case (27 novembre 1916)
10. The Lost Girl (4 dicembre 1916)
11. The Missing Chapter (11 dicembre 1916)
12. The Car and the Girl (18 dicembre 1916)

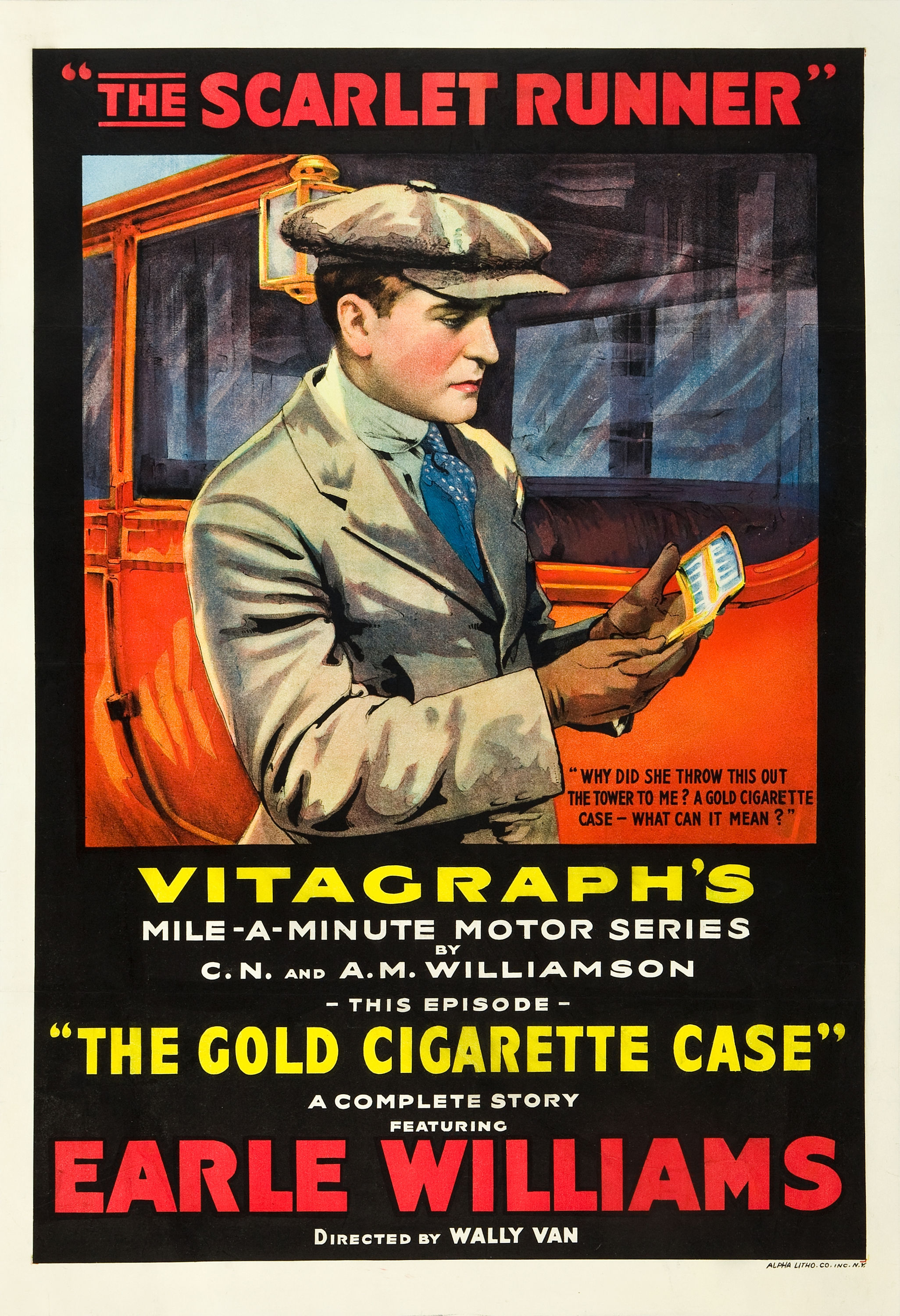

## Produzione
Il film fu prodotto dalla Vitagraph Company of America.

## Distribuzione
Distribuito dalla Greater Vitagraph (V-L-S-E), serial uscì nelle sale cinematografiche statunitensi il 2 ottobre 1916. Il film è presumibilmente perduto.